# Art Bell
Arthur William Bell III (17 de junho de 1945 – 13 de abril de 2018) foi um radialista americano, fundador e da  paranormalcom, programa da rádio Coast to Coast AM, que é sindicalizado em centenas de estações de rádio nos Estados Unidos e Canadá. Ele também criou e organizou o seu companheiro de mostrar Dreamland. 
Em 2003, a Bell semi-aposentado do Coast to Coast AM. Durante os quatro anos seguintes, ele organizou o show de muitos fins de semana na Estreia Redes. Ele anunciou sua aposentadoria do fim-de-semana de hospedagem em 1 de julho de 2007, mas, ocasionalmente, atuou como anfitrião do convidado através de 2010. Ele atribuiu o motivo de sua aposentadoria para o desejo de passar mais tempo com sua nova esposa e sua filha, nascida a 30 de Maio de 2007. Ele acrescentou que, ao contrário de seu anterior "aposentadorias", este foi permanente, mas ele deixou em aberto a opção para voltar à radiodifusão. 

## Leitura complementar
- Ronson, Jon. The Men Who Stare at Goats, Picador, 2004 ISBN 0-330-37547-4; Simon & Schuster, 2006 ISBN 978-0-7432-7060-1. O capítulo 6, "a Privatização," pp.  93-114.